# Politický systém Ruska

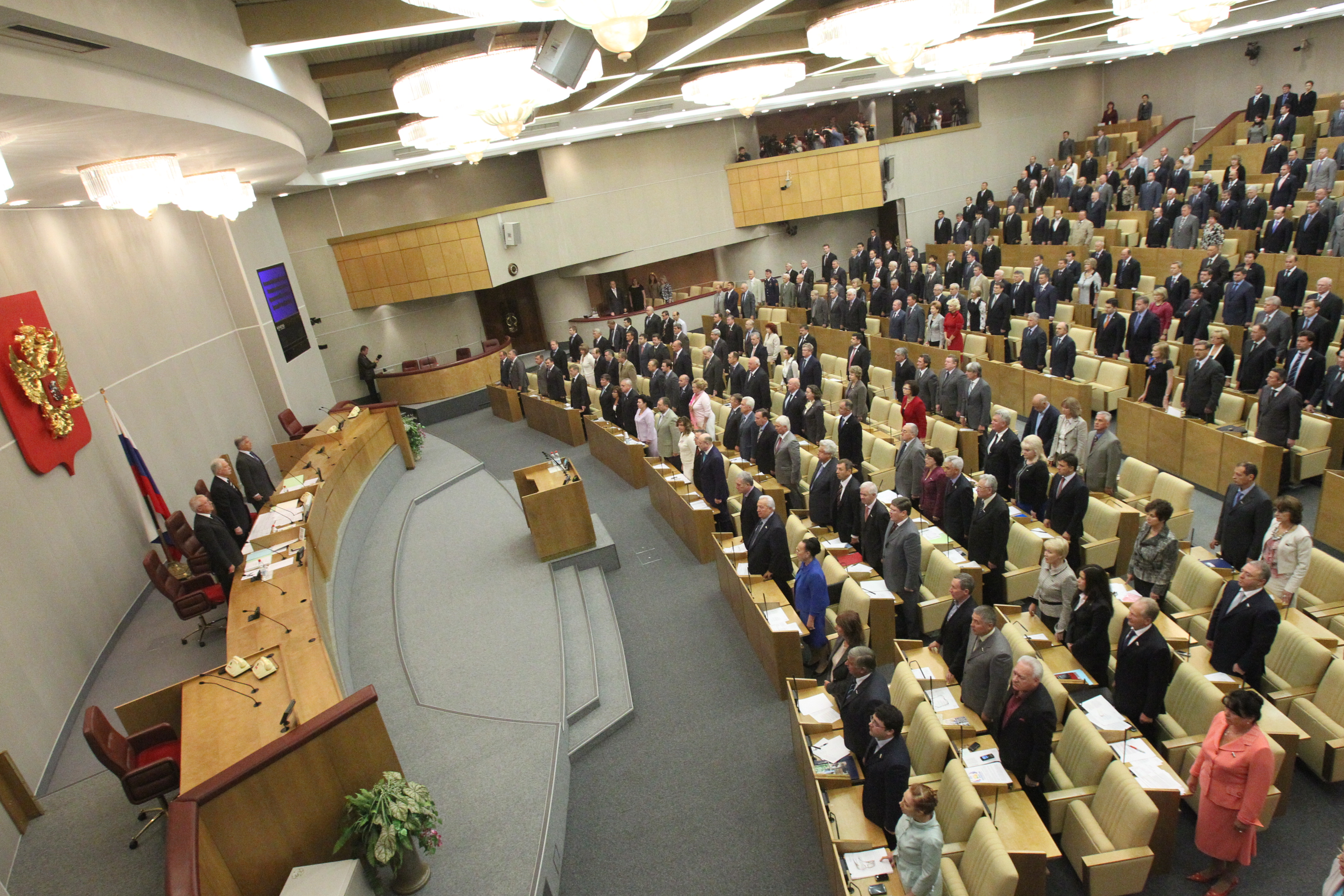
Státní duma

Ruská federace je formálně zastupitelská demokracie, poloprezidentská republika s vícestranickým systémem. V praxi se jedná o autoritářský režim ovládaný Vladimirem Putinem a jeho stoupenci v rámci tzv. putinismu.

## Historie
Současná ruská ústava byla přijata v referendu po ústavní krizi v roce 1993.

## Struktura systému
Prezident je jako hlava státu nejvýznamnějším aktérem ruského politického systému. Disponuje zákonodárnou iniciativou, a to jak ve formě návrhů zákona parlamentu, tak ve formě prezidentských dekretů, které (pokud nelze napadnout jejich ústavnost nebo právní soulad s federálními zákony) nepodléhají schválení žádného dalšího státního orgánu. Prezident je oprávněn rozpustit parlament, pokud třikrát odmítne schválit jím navrženého kandidáta na premiéra a také má právo vetovat zákony schválené parlamentem. K přehlasování prezidentského veta je zde zapotřebí dvoutřetinové většiny poslanců. Prezident je volen přímo na 6leté funkční období.
Federální shromáždění je ruský dvoukomorový parlament. Státní duma je dolní komora, Rada federace je horní komorou. Státní dumu tvoří 450 členů volených na 5 let. Radu federace tvoří 170 členů, každý z 85 federálních subjektů vybírá 2 členy. Pokud je vyslovena nedůvěra vládě, záleží pouze na prezidentovi, zda ji odvolá a navrhne Dumě nového kandidáta na premiéra, či zda rozpustí Dumu a vypíše nové volby.